# Jorginho (Fußballspieler, 1977)
Jorginho, bürgerlich Jorge Luíz Pereira de Sousa (* 6. Mai 1977 in Goiânia), ist ein ehemaliger brasilianischer Fußballspieler.

## Karriere
Jorginho begann seine Laufbahn 1994 beim unterklassigen Goiatuba EC. Von hier wechselte 1995 zu Atlético Paranaense. Er war fünf Jahre bei dem Klub unter Vertrag zwischenzeitlich aber auch an andere Klubs ausgeliehen. Im Juni 2001 wechselte Jorginho nach Portugal zu Vitória Setúbal. Mit dem Klub konnte er in der Saison 2004/05 den Taça de Portugal gewinnen.
Nach dem Gewinn des Titels wurde der Wechsel von Jorginho zum FC Porto bekannt. Bei dem Klub erhielt er einen Kontrakt über vier Jahre. Gleich in seinem ersten Jahr bei Porto konnte der die Meisterschaft und Pokal gewinnen. Auch die Titelverteidigung in der Meisterschaft gelang Folgesaison.
Am 30. August 2007 unterzeichnete Jorginho einen Vertrag mit vier Jahren Laufzeit bei Sporting Braga. Aber bereits nach zwei Jahren verließ Jorginho den Klub. Er wechselte in die Türkei zu Gaziantepspor. Hier erhielt einen Vertrag über zwei Jahre. Nach Auslaufen des Vertrages 2011 kehrte er nach Portugal zurück. Er kam zum Rio Ave FC, bei welchem er eine Saison blieb. Im Dezember 2012 unterzeichnete er seinen letzten Kontrakt als Aktiver wieder in Brasilien bei GE Anápolis.

## Erfolge
Setúbal
- Taça de Portugal: 2004/05

Porto
- Primeira Liga: 2005/06, 2006–07
- Taça de Portugal: 2005/06
- Portugiesischer Fußball-Supercup: 2006